# Марково (станция)
Марково — железнодорожная станция Сахалинского региона Дальневосточной железной дороги. Названа по ранее существовавшему населённому пункту, в котором расположена.

## История
Станция открыта в 1936 году в составе пускового участка Макаров — Поронайск.
Современное название станция получила в 1946 году.

## Деятельность
Станция представляет собой разъезд из двух путей.